# Всемирный день готов
Всемирный день го́тов (англ. World Goth Day) — ежегодный праздник представителей субкультуры готов, отмечающийся 22 мая.
Инициатива признания этой даты Днём готов принадлежала британскому диджею Cruel Britannia, который в 2009 году организовал дневную программу готической музыки на популярном британском радио BBC Radio 6 Music. С 2010 года концерты и другие субкультурные мероприятия проходят в этот день в разных странах мира; по данным диджея Cruel Britannia по состоянию на 2018 год, к этой дате было приурочено около 60 мероприятий. В британской программе Всемирного дня готов обычно принимает участие благотворительный Фонд Софи Ланкастер, основанный после того, как 20-летняя англичанка Софи Ланкастер стала жертвой убийства на почве ненависти из-за своей принадлежности к готической субкультуре; возглавляющая фонд Сильвия Ланкастер, мать Софи, заявила о важности Всемирного дня готов для того, чтобы молодые люди, отличающиеся своим внешним видом от других, могли почувствовать поддержку сообщества. Пресса и эксперты также связывают учреждение Дня готов с необходимостью улучшить репутацию данной субкультуры, нередко сталкивающейся с непониманием окружающих.